# Mayetiola puccinelliae
Mayetiola puccinelliae är en tvåvingeart som beskrevs av Meyer 1984. Mayetiola puccinelliae ingår i släktet Mayetiola och familjen gallmyggor.
Artens utbredningsområde är Tyskland. Inga underarter finns listade i Catalogue of Life.